# Arthroderma gloriae
Arthroderma gloriae är en svampart som beskrevs av Ajello 1967. Arthroderma gloriae ingår i släktet Arthroderma och familjen Arthrodermataceae.   Inga underarter finns listade i Catalogue of Life.